# Rutinosa
La rutinosa es un disacárido presente en algunos glucósidos flavonoides. Se lo prepara a partir de la rutina por hidrólisis enzimática.